# Myrmarachne cuneata
Myrmarachne cuneata är en spindelart som beskrevs av Badcock 1918. Myrmarachne cuneata ingår i släktet Myrmarachne och familjen hoppspindlar. Inga underarter finns listade i Catalogue of Life.